# NGC 5425
NGC 5425 (również PGC 49889 lub UGC 8933) – galaktyka spiralna (Scd), znajdująca się w gwiazdozbiorze Wielkiej Niedźwiedzicy. Odkrył ją Lewis A. Swift 16 czerwca 1884 roku.
W galaktyce tej zaobserwowano supernową SN 2011ck.